# Pleurothallis cornualis
Pleurothallis cornualis är en orkidéart som beskrevs av Carlyle August Luer. Pleurothallis cornualis ingår i släktet Pleurothallis och familjen orkidéer. Inga underarter finns listade i Catalogue of Life.